# Kieran Richardson
Kieran Richardson (* 21. října 1984, Greenwich, Londýn) je anglický fotbalový levý záložník, v současnosti nastupující za Fulham FC.
Richardson začal svou profesionální kariéru v Manchesteru United v roce 2002. Tam se však málo prosazoval a proto v roce 2005 odešel na hostování do West Bromwiche. Po návratu se pro následující dvě sezony dokázal zařadit do základní sestavy. Za Manchester United celkem odehrál 81 zápasů a vstřelil 11 gólů.
V červenci 2007 přestoupil do Sunderlandu za 5,5 milionu liber. Pro trenéra Roye Keana, bývalého hráče Manchesteru United, se stal jasnou volbou pro základní sestavu, kde vydržel až do roku 2012, když na konci srpna přestoupil do Fulhamu za 2 miliony liber.
Čeští fanoušci si jej mohou pamatovat z mistrovství Evropy hráčů do 21 let 2007, kde proti české jednadvacítce nastoupil v dresu Anglie a podílel se na remíze 0:0.
Richardson odehrál za národní tým celkem 8 zápasů, oba dva góly vstřelil v přátelském zápase proti USA 28. května 2005. Anglii zařídil vítězství 2-1.